# Kortepohja
Kortepohja est un quartier de Jyväskylä en Finlande.

## Description
Kortepohja est à environ 2,5 km du centre ville, sur la rive occidentale du lac  Tuomiojärvi.

## Village des étudiants
La construction du village des étudiants de Kortepohja commence dans les années 1960 pour résoudre le problème de la difficulté pour les étudiants à se loger.
Le village qui est la propriété de l'union des étudiants de l'Université de Jyväskylä loge environ 1900 étudiants.

## Station de ski de Laajavuori
La station de ski de Laajavuori a 12 pistes et 6 remonte-pentes pour le ski alpin. 
La pente la plus longue fait 915 m pour un dénivelé de 106 m. 
La station accueille la coupe mondiale de slopestyle de la Fédération internationale de ski.
Les forêts de  Laajavuori offrent 62 km de ski de randonnée nordique.

## Lieux et monuments

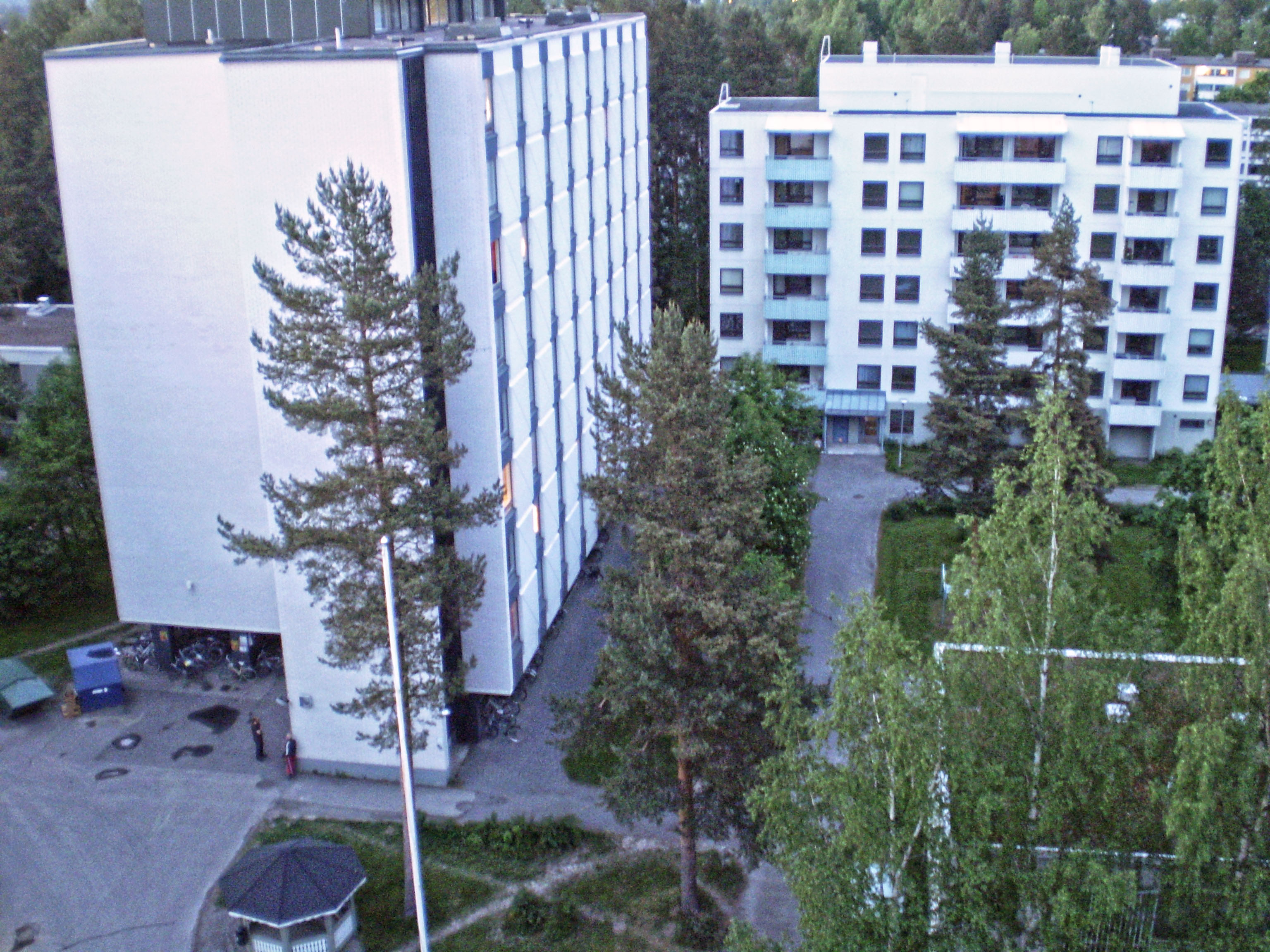
Bâtiments D et S du village des étudiants.
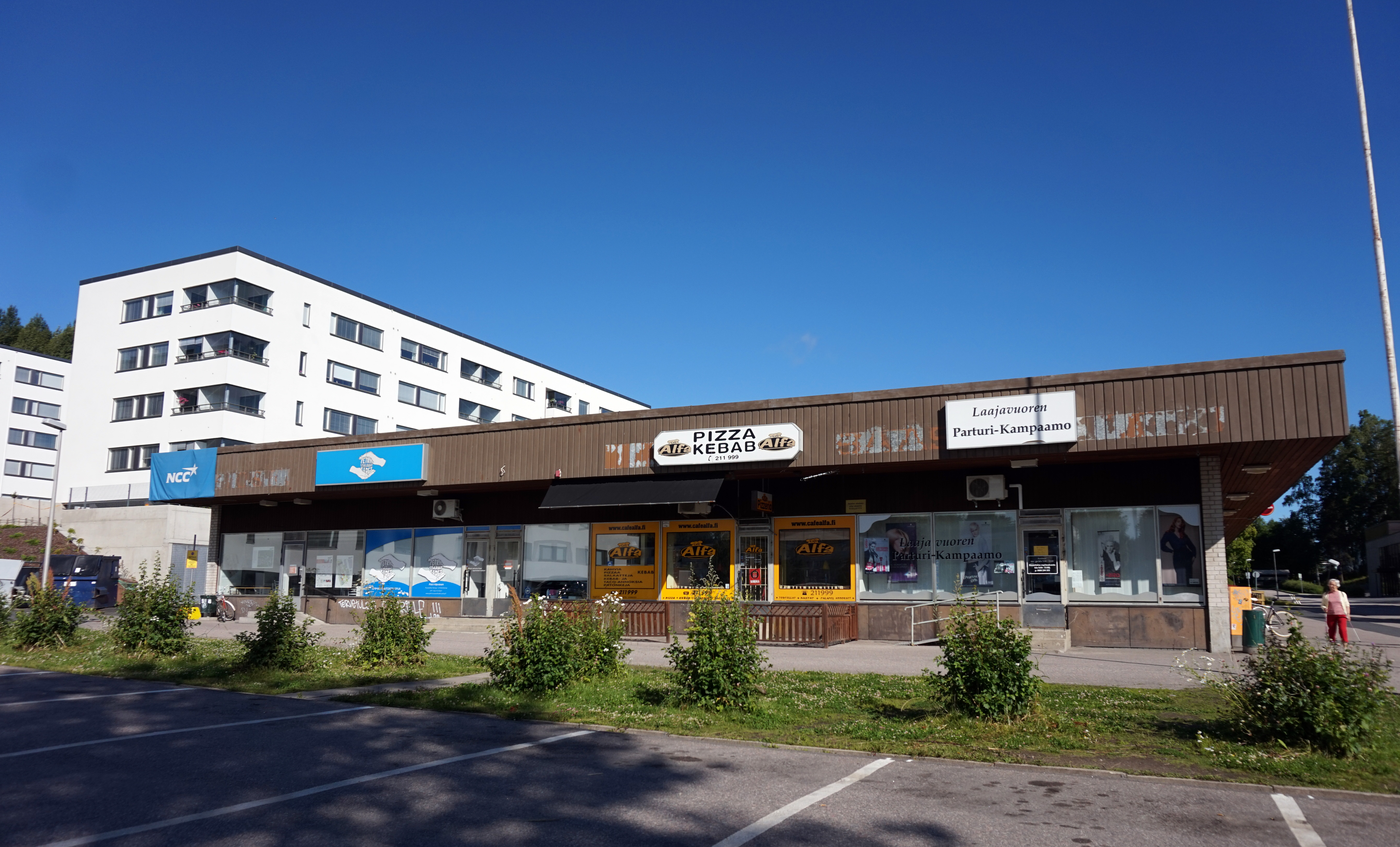
Centre commercial de Kortepohja.
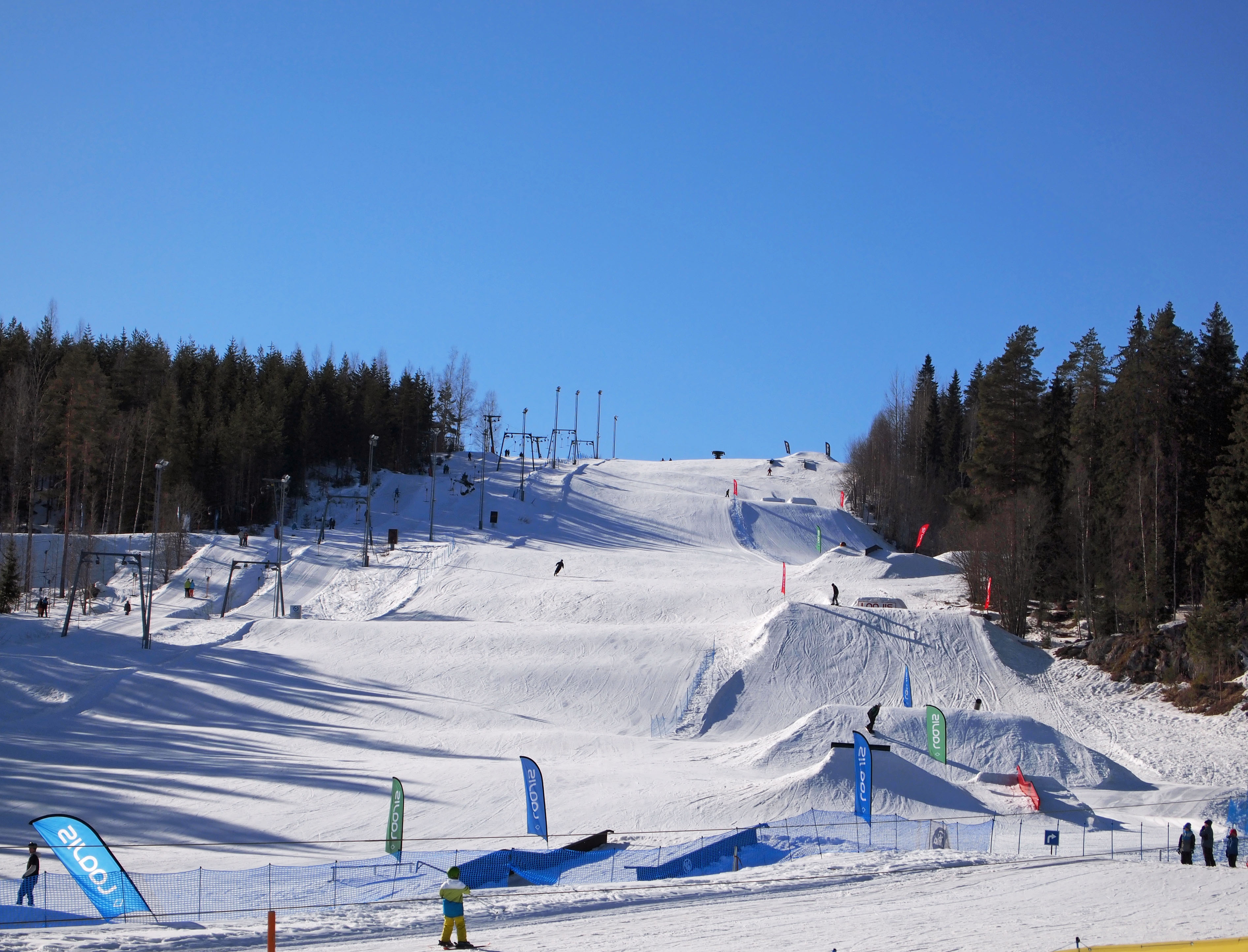
Piste de ski.

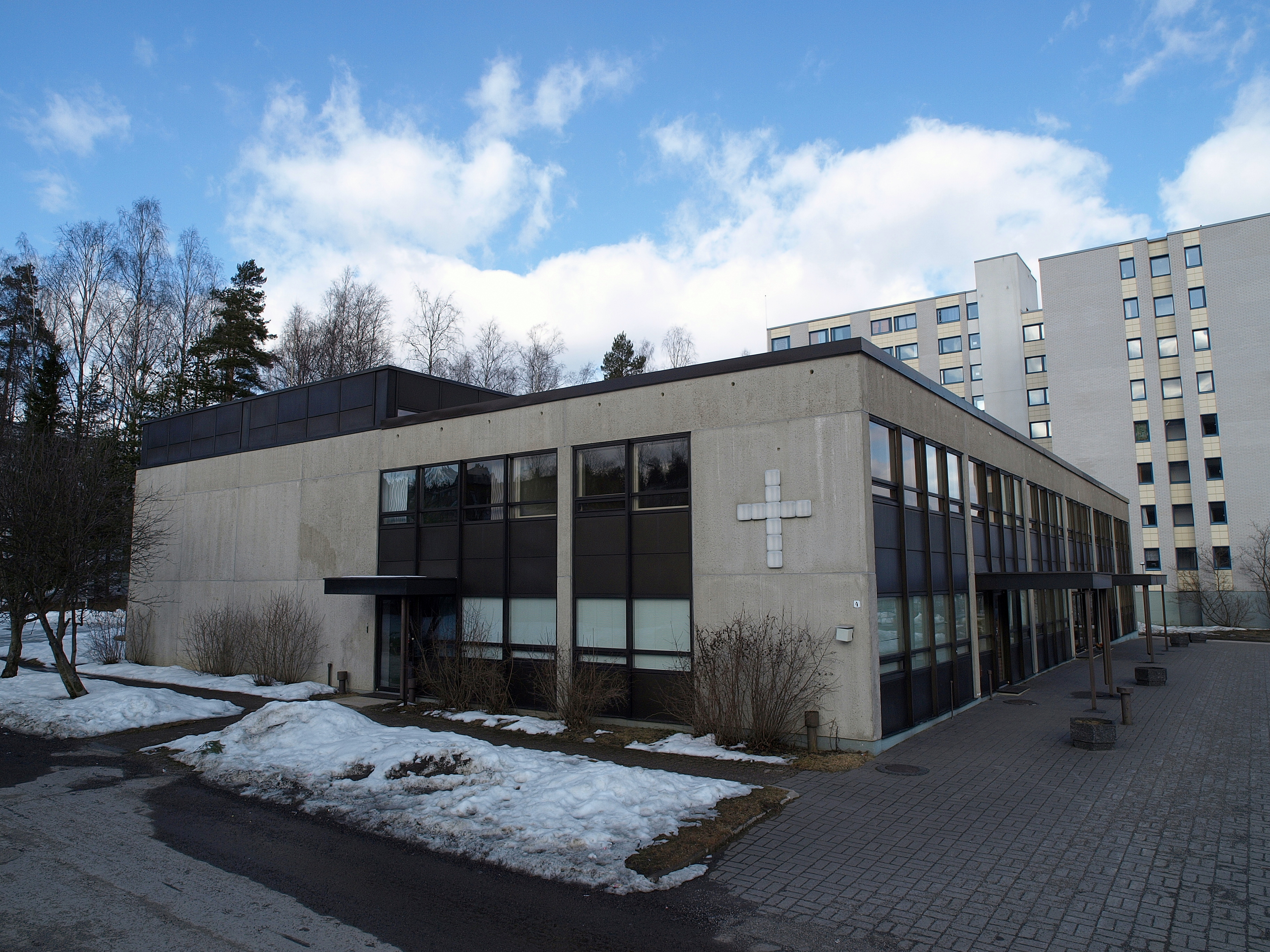
Église de Kortepohja
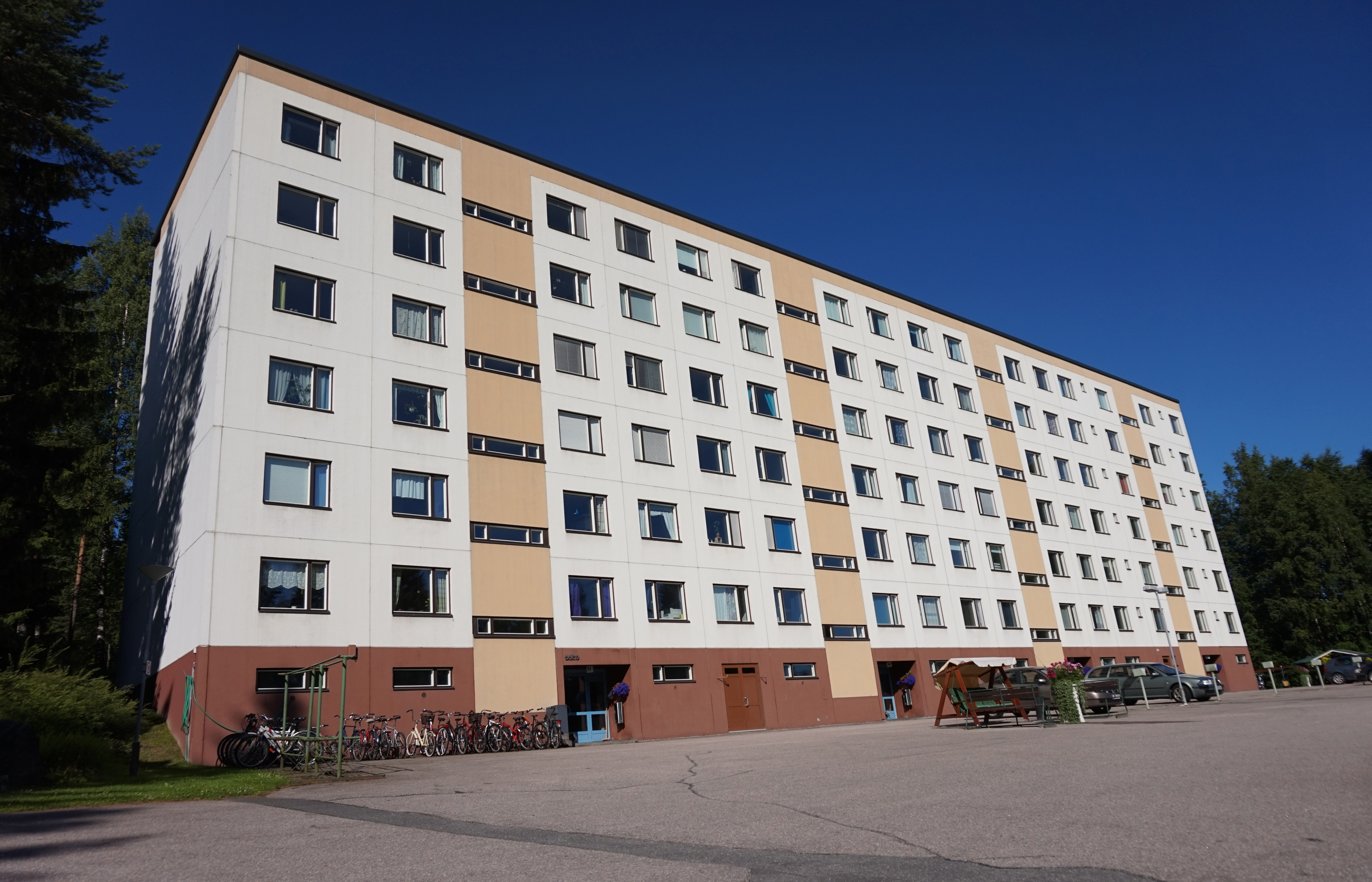
Immeuble rue Laajavuorentie.
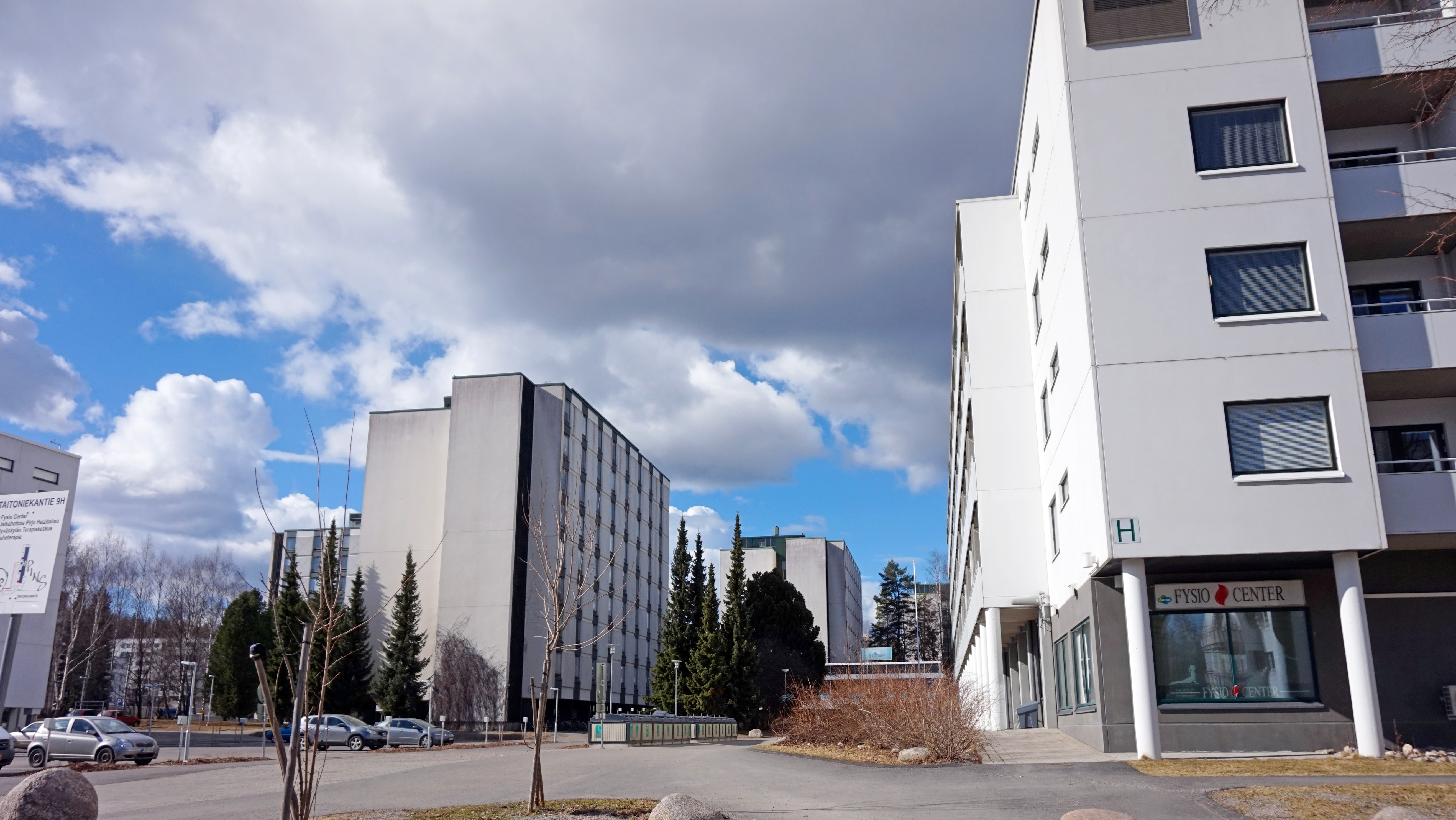
Village des étudiants.